# Kaalslak
De kaalslak (Cadlina laevis) is een slakkensoort uit de familie van de Cadlinidae. De wetenschappelijke naam van de soort werd in 1767 voor het eerst geldig gepubliceerd door Carl Linnaeus.

## Beschrijving
De kaalslak heeft een afgeplat, fragiel ovaal lichaam tot 32 mm lang. Het is doorschijnend wit met ondoorzichtige witte of citroengele pigmentatie rond de mantelrand. Deze soort heeft opvallende witte of citroengele klieren richting de mantelrand. Het bovenoppervlak draagt kleine conische, ondoorzichtige witte buisjes. De onderkant is bedekt met een maaswerk van fijne witte markeringen. Het voorste deel van de voet (propodium) is gegroefd om twee lippen te vormen (bilaminaat). De witte gelamelleerde rinoforen zijn kort en taps toelopend, vaak met een gele punt. De orale tentakels zijn kort, breed en afgeplat. Deze soort heeft meestal 5 (zelden 6 of 7) drievoudig geveerde kieuwen.

## Verspreiding
De kaalslak wordt gevonden, verspreid in ver uit elkaar liggende populaties, op rotsachtige bodems van de laagwaterzone tot een diepte van 800 meter, variërend van de Noordpool tot de Noord-Atlantische Oceaan (Canadese Arctische Archipel, Spitsbergen, IJsland, Groenland). Langs de Noord-Amerikaanse kust reikt het verspreidingsgebied zo ver naar het zuiden als Massachusetts. Het komt ook voor langs de Europese kust van Noorwegen tot Noord-Spanje. Werd in de 19e eeuw uitsluitend bij IJmuiden aangetroffen, echter sindsdien zijn voor Nederland geen waarnemingen meer bekend.

## Ecologie
Deze naaktslak jaagt op korstvormende slijmsponzen, zoals de Weke balletjesspons (Halisarca dujardini) of, in diepere wateren, de spons Dysidea fragilis. De dieren zijn hermafrodiet en planten zich aan het einde van de winter voort. De penis van het mannetje is ingelegd met kleine chitineuze haken. Ze reproduceren door directe ontwikkeling. Wanneer de eieren na ongeveer vijftig dagen uitkomen, geven ze kleine slakken, volgens het planktonachtige larvale stadium. De veliger-fase vindt plaats in de eieren.